# Zwitterion quinonoïde
Un zwitterion quinonoïde est un type de zwitterion dont la structure est basé sur la quinone et ses dérivés. Le 1,3-dihydroxy-4,6-diaminobenzène, un dérivé du benzène est facilement oxydé par l'eau ou le méthanol en quinonoïde. Ce composé fut préparé pour la première fois en 1883 et la structure quinonoïde fut proposée pour la première fois en 1956. Il a cependant été trouvé en 2002 que ce composé était en réalité beaucoup plus stable sous la forme d'un zwitterion après transfert de proton. La structure de ce composé a été déterminée par spectroscopie RMN et cristallographie aux rayons X. La charge positive est délocalisée entre les groupes amino sur quatre liaisons impliquant six électrons π ; la charge négative, elle, est délocalisée de façon symétrique entre les deux atomes d'oxygène.